# Roeslana Korsjoenova
Roeslana Sergejevna Korsjoenova (Russisch: Руслана Сергеевна Коршунова) (Alma-Ata, 2 juli 1987 – Manhattan, 28 juni 2008) was een Kazachs topmodel van Russische afkomst. Ze verscheen op de cover van Vogue en was model voor ontwerpers als Vera Wang en Gucci. In 2008 werd ze dood gevonden. Haar overlijden en de mogelijke redenen daarvoor verkregen aandacht in de internationale media.

## Biografie
Korsjoenova werd geboren in de toenmalige Sovjet-Unie (vandaag de dag Kazachstan). Haar vader overleed toen ze amper vijf jaar oud was. Haar moeder en haar broer Roeslan leefden in Kazachstan. Ze sprak vloeiend Russisch, Engels en Duits. In 2003 werd Korsjoenova ontdekt in een Kazachs magazine. Vanaf die tijd tot aan haar dood was ze model.

### Overlijden
Vier dagen voor haar 21ste verjaardag werd Korsjoenova dood gevonden nabij haar appartement in Manhattan (New York): ze was negen verdiepingen naar beneden gevallen en ter plekke overleden. Speculaties ontstonden over hoe en waarom het topmodel overleed: sommigen schreven haar dood toe aan maffiabendes die topmodellen de prostitutie in forceerden en Korsjoenova vermoordden toen zij weigerde, maar de meest plausibele verklaring is zelfmoord. Korsjoenova liet geen zelfmoordbrief achter en leek volgens haar collega's "in een opperbeste stemming" toen ze terugkwam in New York de week voor haar dood, maar later werd op MySpace een berichtje van Korsjoenova gevonden waarin ze schreef: "Ik ben zo verloren. Zal ik mezelf ooit vinden?"
De lokale autoriteiten hebben Korsjoenova's dood tot zelfmoord laten verklaren.
Ze werd op 7 juli 2008 begraven in Moskou, haar favoriete stad.